# Хукс, Сильвия
Сильвия Хукс (нидерл.  Sylvia Hoeks, 1 июня 1983, Маархейзе, Северный Брабант, Нидерланды) — нидерландская актриса театра и кино, фотомодель.

## Биография
С 14 лет выступала как модель. Окончила Маастрихтскую театральную академию. С 2004 снимается на телевидении и в кино, выступает на театральной сцене. Популярность актрисе принесло участие в фильме «Бегущий по лезвию 2049» 2017 года. Следующей работой в карьере актрисы была роль Камиллы Саландер в детективном триллере «Девушка, которая застряла в паутине». С 2019 года снимается в научно-фантастическом сериале «Видеть» от Apple TV+.

## Избранная фильмография
- 2005: Frankie/ Фрэнки (Фабьенна Берто)
- 2007: Duska/ Душка (Йос Стеллинг; премия Золотой телец лучшей актрисе второго плана)
- 2008: Tiramisu/ Тирамису (Паула ван дер Уст)
- 2009: De storm/ Шторм (Бен Сомбогарт; премия Серебряный дельфин за лучшую женскую роль на МКФ Festroia, Сетубал)
- 2010: Tirza/ Тирза (Рудольф ван ден Берг по роману Арнона Грюнберга; номинация на премию Золотой телец)
- 2011: De Bende van Oss/ Банда из города Осс (Андре ван Дюрен)
- 2012: Das Mädchen und der Tod / Het Meisje en de Dood / Девушка и смерть (Йос Стеллинг)
- 2013: The Best Offer / Лучшее предложение (Джузеппе Торнаторе)
- 2014: BROS BEFORE HOS / Братаны важнее девчонок (Стеффен Харс)
- 2016: Berlin Station / Берлинская резидентура
- 2017: Blade Runner 2049 / Бегущий по лезвию 2049 (Дени Вильнёв)
- 2018: The Girl in the Spider’s Web / Девушка, которая застряла в паутине (Феде Альварес)
- 2019: See / Видеть (королева Кейн)
- 2024: Город страха (Нина)